# Barnens dag (Finland)
Stiftelsen Barnens dag är en finländsk stiftelse med syfte att främja och ekonomiskt stöda det fria barnavårdsarbetet, för vilket ändamål man sedan 1950 upprätthåller nöjesparken Borgbacken i Helsingfors. 
Organisationen, som har sitt säte i Helsingfors, grundades 1945 med rikssvenska medel av sex ledande barnavårdsorganisationer och ombildades 1957 till stiftelse. Medlemsorganisationer i denna är Barnavårdsföreningen i Finland, Centralförbundet för barnskydd, Förbundet för mödra- och skyddshem, Mannerheims barnskyddsförbund, föreningen För barnens bästa och Rädda Barnen.